# 東北職業能力開発大学校附属青森職業能力開発短期大学校
東北職業能力開発大学校附属青森職業能力開発短期大学校（とうほくしょくぎょうのうりょくかいはつだいがっこうふぞくあおもりしょくぎょうのうりょくかいはつたんきだいがっこう）は、青森県五所川原市にある職業能力開発短期大学校。厚生労働省所管の独立行政法人高齢・障害・求職者雇用支援機構が設置・運営する。愛称はポリテックカレッジ青森、東北能開大青森校など。

## 沿革
- 1984年（昭和59年） - 青森職業訓練短期大学校として開校
- 2000年（平成12年） - 東北職業能力開発大学校附属青森職業能力開発短期大学校に改称

## 概要
本校は宮城県栗原市にある東北職業能力開発大学校の附属である。専門課程として3学科があり、修学期間は2年間である。
卒業後、希望者は試験に合格すれば応用課程に進学できる。

## 訓練科
- 生産技術科
- 電気エネルギー制御科
- 電子情報技術科